# Saltvik (Åland)
Saltvik is een gemeente van de autonome Finse eilandengroep Åland in de Oostzee, halverwege tussen Finland en Zweden. De gemeente ligt aan de noordzijde van het hoofdeiland van Åland en wordt begrensd door Geta (Noordwest), Finström (zuidwest) en Sund (zuidoost). Aan de noordzijde strekt de Botnische Golf zich uit. Het landoppervlak van de gemeente is vele malen groter dan het hoofddorp, maar het wateroppervlak is weer een factor groter, zie de kaart onderaan. Het oppervlak van de gemeente is 1161,8 km², waarvan 152,25 km² land; 4,7 km² zoetwater (meren) en de overige 1006 km² is zee.
Een aantal grotere eilanden (dicht langs de kust Boxö, Sommarö, Flatö en Ryssö; wat verder naar het noorden Saggö) behoren tot de gemeente, evenals honderden onbewoonde kleinere eilandjes en scheren. Op de grens van Sund en Vårdö bevindt zich een merkwaardig stukje zeegebied dat als exclave tot Saltvik behoort, met een vijftal eilandjes waaronder het bewoonde eilandje Bergön. Een van die eilanden, het onbewoonde Bockholmen is een exclave binnen deze exclave: het behoort tot Vårdö, maar het omliggende water behoort tot Saltvik.
De gemeente telt 34 dorpjes en buurtschappen. Het aantal inwoners bedraagt 1.793 (2022). De officiële voertaal is – zoals op heel Åland – Zweeds.
De hoogste top van Åland, de 129 meter hoge Orrdalsklint, ligt in deze gemeente, evenals de op een na hoogste: Kasberget (116 meter). Elk jaar neemt de hoogte daarvan met ruim een halve centimeter toe. Binnen de gemeentegrenzen liggen verschillende natuurreservaten.

## Geschiedenis
Tijdens de ijstijden werd geheel Åland door het gewicht van een kilometers dik pak ijs omlaaggedrukt tot onder het zeeniveau. Na het verdwijnen van het ijs kwam het land langzaam omhoog (postglaciale opheffing); een beweging die nog steeds doorgaat: het land stijgt in Åland momenteel met ruim een halve meter per eeuw.
Het eerste deel van Åland dat na de laatste ijstijd boven water kwam, ongeveer 10.000 jaar geleden, was het huidige Saltvik. De eerste bewoners streken rond 6000 jaar geleden neer op de toen nog erg kleine eilandjes. Waarschijnlijk verbleven zij er steeds slechts kort, voor jacht op zeehonden en zeevogels. Doordat de bodem alsmaar steeg, werden er telkens nieuwe vestigingen gebouwd op een lager gelegen deel van de huidige bergen, omdat men uiteraard graag dicht aan de kust woonde vanwege de scheepvaart. Zo kon het gebeuren dat er door archeologen sporen van in totaal 25 vestigingen zijn blootgelegd.
In de tijd van de Vikingen, toen het landoppervlak van Åland nog beduidend kleiner was dat tegenwoordig, had het huidige plaatsje Kvarnbo een centrale rol in in de handel en regering.
De oudste schriftelijke vermelding van Saltvik dateert uit 1322.

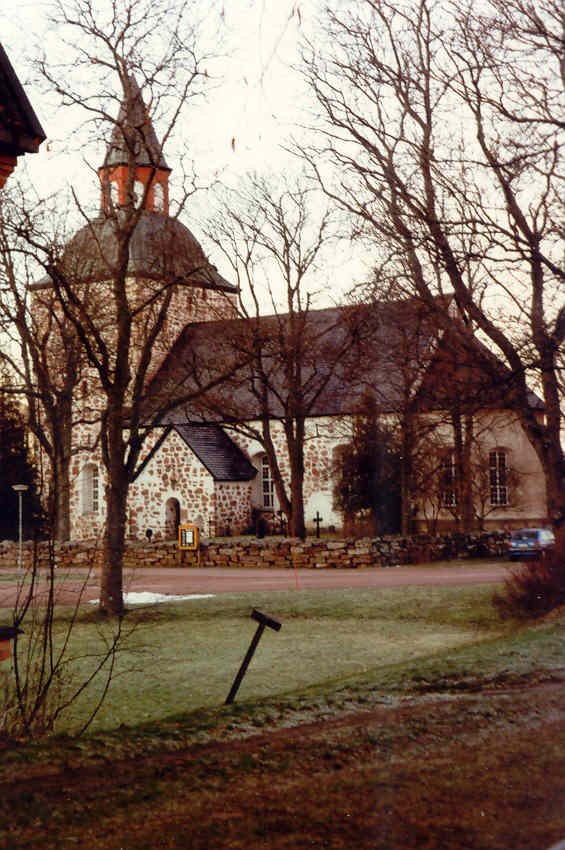
De middeleeuwse kerk van Saltvik

## Bezienswaardigheden
- Bij Långbergen is een reconstructie te vinden van de hutten die in de steentijd werden gebouwd en de boomstamkano's die destijds moeten zijn gebruikt.
- De oudste gebouwen van de gemeente zijn een oud gerechtsgebouw en de middeleeuwse kerk van Saltvik. Deze rood granieten kerk, gewijd aan Maria, is een van de oudste van Åland en was de hoofdkerk van deze regio. De kerk is verschillende malen verbouwd en vergroot. De oudste delen dateren uit de 12e eeuw. Rond de kerk zijn sporen gevonden van bewoning door Vikingen. De kerk staat midden in het grootste grafveld uit de IJzertijd in Åland.
- In het dorpje Kvarnbo bevindt zich een reconstructie van een vikingdorp, waar jaarlijks eind juli festiviteiten worden georganiseerd.
- Borgberget is de ruïne van een kasteel dat dateert uit de ijzertijd.
- Op van het eiland Boxö bevindt zich Ålands grootste grot (Rövarkulan: rovershol). De ingang is 8 meter breed en 4 meter hoog, en de grot is 12 meter diep. In het verleden heeft hij waarschijnlijk als schuilplaats gediend. Op dit eiland zijn tevens restanten te vinden van de Russische kustverdedigingswerken uit de tijd dat Åland een uithoek van het Russische rijk was. Het eiland is op eigen gelegenheid per boot te bezoeken, maar er zijn ook rondleidingen.
- Op de laatste donderdag, vrijdag en zaterdag in juli wordt er een vikingmarkt gehouden, die jaarlijks vele duizenden mensen aantrekt uit heel Scandinavië en zelfs daarbuiten. Behalve de markt is er ook muziek, theater (viking-gevechten), sport en spel.

## Economie
Ongeveer de helft van de werkende bevolking van Saltvik is werkzaam in de diensten- of publieke sector. 15% werkt in de transportsector en 14% in de industrie.
Visserij (met name haring) heeft in het verleden een belangrijke rol gespeeld, maar heeft nu nog slechts een klein aandeel. Veel vissersdorpjes van weleer zijn nu verlaten.
Saltvik heeft veel landbouwgebied en wordt wel de graanschuur van Åland genoemd. Granen (met name rogge), suikerbieten en aardappelen zijn de belangrijkste landbouwproducten.
In Saltvik staat het hoofdkantoor en een grote fabriek van de oudste en grootste producent van aardappelchips van heel Scandinavië en de Baltische staten. Sinds 2005 heeft deze fabriek een Noorse eigenaar, de Orkla Group.